# Koutaba Airport
Koutaba Airport är en flygplats i Kamerun.   Den ligger i regionen Västra regionen, i den centrala delen av landet, 210 km norr om huvudstaden Yaoundé. Koutaba Airport ligger 1 219 meter över havet.
Terrängen runt Koutaba Airport är platt åt sydost, men åt nordväst är den kuperad. Trakten runt Koutaba Airport är ganska tätbefolkad, med 67 invånare per kvadratkilometer. Närmaste större samhälle är Foumban, 18,5 km nordost om Koutaba Airport. Trakten runt Koutaba Airport är huvudsakligen savannskog.